# Music Awards 2014
L'ottava edizione dei Music Awards è andata in onda su Rai 1 e Rai HD il 3 giugno 2014 in diretta presso lo stadio centrale del Foro Italico di Roma ed è stata condotta, come l'edizione precedente, da Carlo Conti e Vanessa Incontrada. In seguito all'abbandono dello sponsor Wind, la denominazione ufficiale dell'evento è diventata Music Awards. Questa edizione è stata trasmessa anche in onda in contemporanea su Rai Radio 2, che, attraverso un sodalizio con Rai 1, è tornata ad occuparsi dell'evento dopo un anno di pausa, in cui la cerimonia era stata trasmessa da RTL 102.5. In radio la kermesse è stata commentata da Massimo Cervelli e Nicoletta Simeone, mentre gli inviati per la trasmissione radio sono stati Giovanni Veronesi sul palco e Carolina Di Domenico per le interviste nel backstage. Il programma è stato diretto da Maurizio Pagnussat e prodotto da F&P Group e Ballandi Multimedia con la collaborazione delle associazioni AFI, FIMI e PMI.
In coincidenza con la manifestazione, il 3 giugno 2014 viene pubblicata dalla Universal Music Italia la compilation Music Awards 2014, contenente 23 tracce appartenenti ad artisti italiani e internazionali.
Il grande trionfatore della serata è stato Ligabue, che ha portato a casa 4 premi. Elisa ha invece ottenuto 3 premi. Giorgia e Fiorella Mannoia, annunciate in principio come ospiti della serata in quanto vincitrici di premi, hanno dovuto disertare la manifestazione, la prima perché colpita da bronchite, l'altra per via di un'improvvisa partenza per il Brasile dovuta ai Mondiali 2014.

## Esibizioni
- Laura Pausini - Incancellabile (a cappella), Non c'è/Se fue, Se non te
- Modà - Arriverà (con Emma), Gioia
- Francesco Renga - Vivendo adesso (con Elisa)
- Pino Daniele - A me me piace 'o blues, Quanno chiove
- Biagio Antonacci - Ti penso raramente, Dolore e forza
- Alessandra Amoroso - Non devi perdermi, Bellezza incanto e nostalgia
- Ligabue - Tu sei lei, Il muro del suono
- Emma - Arriverà (con i Modà), La mia città
- Lorde - Royals
- Marco Mengoni - La valle dei re
- Emis Killa - Maracanã
- Gigi D'Alessio - Ora
- Elisa - Vivendo adesso (con Francesco Renga), Pagina bianca
- Fedez e Francesca Michielin - Cigno nero
- Dear Jack - Domani è un altro film
- Mario Biondi - Shine On
- Moreno - Prova microfono
- George Ezra - Budapest, Cassy O'
- Alessandro Casillo - L'amore secondo Sara
- I Moderni - Un giorno qualunque
- Greta Manuzi - L'amore non è fidarsi
- Max Pezzali - L'universo tranne noi, Sei fantastica (con Emis Killa)
- Arisa - Controvento
- Club Dogo - Weekend
- Luca Carboni - C'è sempre una canzone
- Rocco Hunt - Nu juorno buono, Vieni con me
- Greta Manuzi - L'amore non è fidarsi  (titoli di coda)

## Vincitori
Durante quest'edizione, come nelle precedenti, sono stati premiati gli artisti italiani che, tra maggio 2013 e maggio 2014, hanno raggiunto le certificazioni oro, platino e multi platino (per gli album), o le certificazioni platino e multi platino (per i singoli), secondo le scansioni FIMI.

### Premi per gli album

#### Disco d'oro
- Gigi D'Alessio - Ora
- Dear Jack - Domani è un altro film (prima parte)
- Biagio Antonacci - L'amore comporta
- Jake La Furia - Musica commerciale
- Luca Carboni - Fisico & politico
- Rocco Hunt - 'A verità
- Zucchero Fornaciari - Una rosa blanca (*)
- Renato Zero - Amo - Capitolo II (*)
- Nomadi - Nomadi 50 (*)
- Caparezza - Museica (*)
- Fiorella Mannoia - A te (*)
- Jovanotti - Lorenzo negli stadi - Backup Tour 2013 (*)

#### Disco di platino
- Alessandra Amoroso - Amore puro
- Emis Killa - Mercurio
- Elisa - L'anima vola
- Mario Biondi - Mario Christmas
- Guè - Bravo ragazzo
- Giorgia - Senza paura (*)

#### Disco multiplatino
- Modà - Gioia... non è mai abbastanza!
- Ligabue - Mondovisione
- Emma - Schiena vs schiena
- Marco Mengoni - #PRONTOACORRERE - Il viaggio
- Laura Pausini - 20 - The Greatest Hits
- Fedez - Sig. Brainwash - L'arte di accontentare - Diamond edition
- Moreno - Stecca
- Max Pezzali - Max 20

### Premi per i singoli

#### Disco di platino
- Ligabue - Il sale della Terra
- Elisa - L'anima vola
- Moreno - Che confusione
- Arisa - Controvento
- Max Pezzali - L'universo tranne noi
- Giorgia - Quando una stella muore (*)
- Vasco Rossi - Cambia-menti (*)

(*) Artisti non presenti alla manifestazione.

### Next Generation 2.0
Questo premio speciale, volto a premiare una nuova voce della musica italiana, è stato deciso attraverso una votazione online, da cui prima sono stati selezionati tre artisti che si sono esibiti sul palco dei Music Awards. Il risultato delle votazioni è stato comunicato sul profilo Facebook dell'evento il 29 maggio 2014. Il vincitore assoluto di questa categoria è stato annunciato sul palco durante la cerimonia.
- Greta Manuzi (vincitrice)
- Alessandro Casillo (finalista)
- I Moderni (finalista)
- Loren
- Paletti
- Paolo Simoni
- Parix
- Raige
- Ylenia Lucisano

### Premi speciali
Premio CONI per l'eccellenza Italiana nel mondo
Laura Pausini - Stasera Laura: ho creduto in un sogno
Album più venduto di Sanremo 2014
Francesco Renga - Tempo reale
Premio musica e testo
Elisa - "Vivendo adesso" (cantata da Francesco Renga)
Premio per la riedizione dell'album
Pino Daniele - Nero a metà
Premio "Top of The Music" per l'album Italiano più venduto del 2013
Ligabue - Mondovisione
Premio per l'arrangiamento
Ennio Morricone - "La solitudine (new version 2013)" (cantata da Laura Pausini)
Premio EarOne Airplay
Ligabue

## Apparizioni
- Giovanni Malagò - per premiare Laura Pausini
- Vincenzo Mazza - per premiare Ligabue
- Dario Ballantini nelle vesti di Gianni Morandi

## Ascolti
La serata, è risultato il programma più seguito della serata del 3 giugno 2014.
| Data         | Data          | Telespettatori | Share  |
| ------------ | ------------- | -------------- | ------ |
| Anteprima    | 3 giugno 2014 | 4.662.000      | 17.98% |
| Music Awards | 3 giugno 2014 | 5.011.000      | 20.35% |